# Francis Augustus Silva

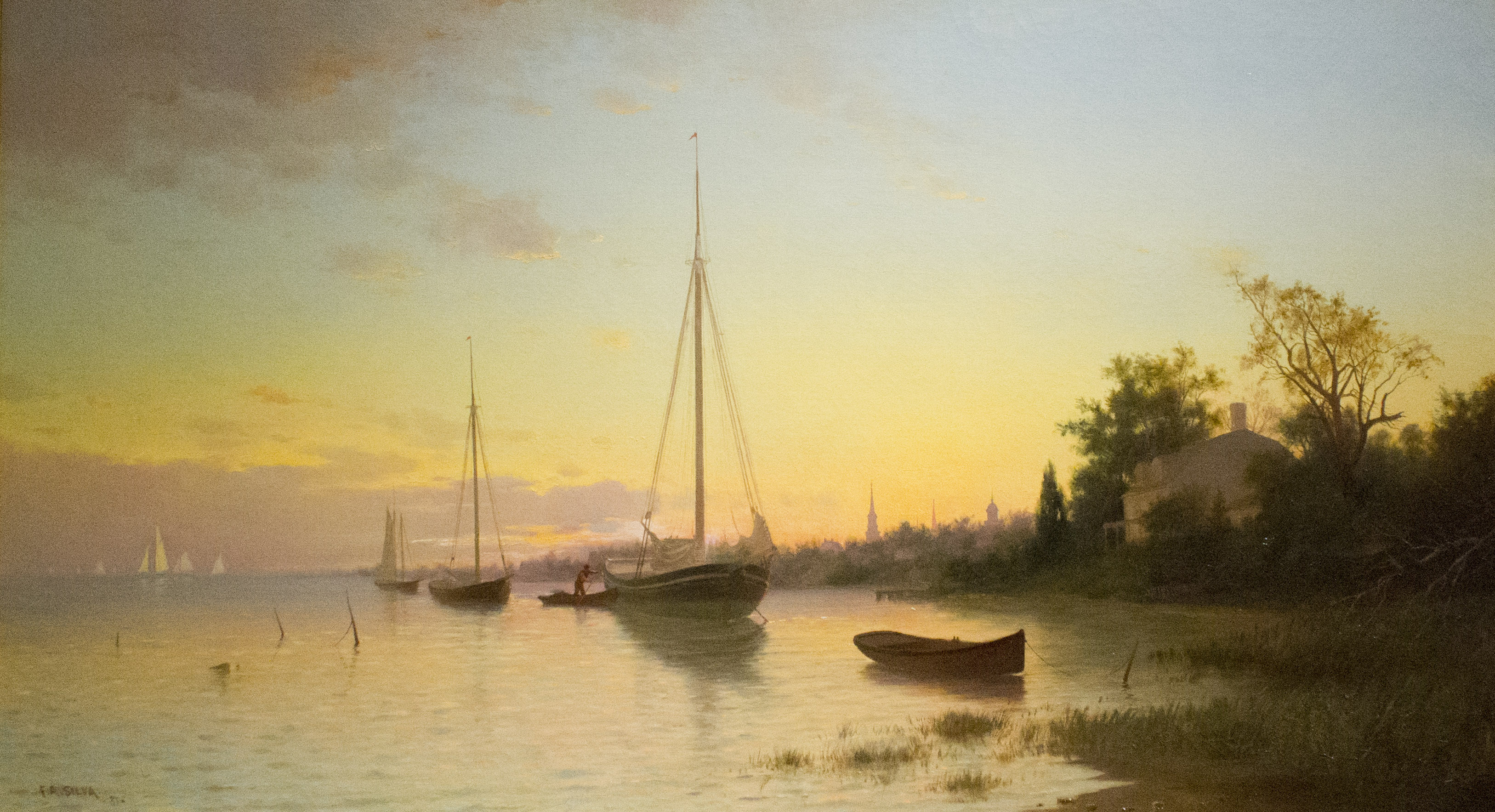
Atardecer (1881), de Francis Augustus Silva, New Britain Museum of American Art, New Britain (Connecticut)

Francis Augustus Silva (Nueva York, 1835-ibídem, 31 de marzo de 1886) fue un pintor estadounidense, representante del llamado luminismo americano. Destacó en la marina, género en el que captó con maestría las sutiles gradaciones de luz de la atmósfera costera de su país.

## Biografía
En sus inicios fue ilustrador de carteles publicitarios en su ciudad natal, Nueva York. En 1861 se alistó en el Séptimo Regimiento de Infantería y combatió en la Guerra de Secesión. En 1867 se casó con Margaret Watts e inauguró un taller de pintura en Nueva York. Durante los años siguientes participó en varias exposiciones de la National Academy of Design. En 1872 ingresó en la Sociedad Americana de Acuarelistas. En 1876 realizó un viaje a Venecia.
Pintó cuadros de paisaje en los estados de Nueva York, Nueva Jersey, Rhode Island y Massachusetts. En ocasiones realizó varios viajes a lo largo del río Hudson para buscar pasiajes para sus cuadros.